# ركود صفراوي داخل الكبد أثناء الحمل
ركود صفراوي داخل الكبد أثناء الحمل (بالإنجليزية: Intrahepatic cholestasis of pregnancy)‏ أو ركود الحمل صفراوي أو يرقان الحمل أو حكة الحمل، هي حالة طبية تتميز بالركود الصفراوي ويحدث أثناء الحمل وتتميز بحكة مزعجة، وقد يؤدي إلي وفاة الأم والجنين.
واعتبرت الحكة عرضا من أعراض الحمل منذ زمن طويل، وهو إحساس بالضيق البسيط بسبب تغيرات في الجلد وخصوصا البطن، والحكة هي عرض من أعراض الركود الصفراوي داخل الكبد أثناء الحمل وتكون غالبا في راحة اليدين أو باطن القدمين ولكن قد يحدث في جميع أنحاء الجسم.
ويحدث في الثلث الأخير من الحمل بصورة أكثر شيوعا، ولكن قد يحدث في أي وقت من الحمل.

## الأعراض والعلامات
تعاني معظم النساء من الحكة في الثلث الأخير من الحمل من الحكة الغير مصاحبة بطفح جلدي، وتظهر في باطن القدم أو راحة القدم ولكن يمكن أن يظهر في جميع أنحاء الجسم.
وتشتمل علي الأعراض الآتية:
الأكثر شيوعا:
- حكة غير مقتصرة علي راحة اليد أو باطن القدم، غير مصاحب بطفح جلدي
- الحكة التي تزيد في المساء
- الحكة التي لا تستجيب لمضادات الهيستامين وغيرها من العلاجات المضادة للحكة
- ارتقاع وظائف الكبد في الغالب، وأيضا زيادة تعداد الأحماض الصفراء

الأقل شيوعا:
- يصبح البول أغمق
- يصبح البراز أفتح
- زيادة وقت التخثر (بسبب نقص فيتامين ك المرتبطة بها)
- إعياء
- زيادة الغثيان
- نقص الشهية
- يرقان
- ألم في الربع العلوي الأيمن من البطن

من المهم أن نلاحظ أنه ليس كل الحوامل الذين يعانون من الركود الصفراوي داخل الكبد ليهم كل من الأعراض المذكورة أعلاه. على سبيل المثال اليرقان يحدث في مجوعة صغيرة نسبيا من الحالات، وفي بعض الحالات ظلت النتائج المعملية طبيعية حتى 15 أسبوع أو أكثر بعد ظهور الأعراض.

## الأسباب
لا يزال الركود الصفراوي داخل الكبد في الحوامل غير مفهوما. ومن المحتمل أن تكون الهرمونات والعوامل الوراثية من المسبباب المهمة للمرض. وهناك عدد من الخصائص تشير إلى علاقة المرض بالهرمونات:
- يحدث الركود الصفراوي داخل الكبد في الثلث الأخير من الحمل حيث تصل الهرمونات إلى أعلى مستوياتها.
- أظهرت حالات الحمل بالتوائم ارتفاع معدل حدوث الركود الصفراوي داخل الكبد، حيث ارتبطت هذه الحالات بزيادة في معدل الهرمونات.[7]
- يختفي الركود الصفراوي بعد الولادة عندما يتوقف إفراز الهرمونات من المشيمة.
- تسبب حبوب منع الحمل والجرعات العالية من هرمون الإستروجين أعراض الركود الصفراوي داخل الكبد.

### هرمون الاستروجين
وقد تبين أن هرمون الإستروجين، وخاصة الجلوكورونيدات مثل إستراديول -17β-D-غلوكورونيد يتسبب في حدوث الركود الصفراوي في الدراسات الحيوانية، عن طريق الحد من امتصاص الأحماض الصفراوية داخل خلايا الكبد.

#### هرمون البروجسترون
ارتبطت النساء الذين يعانون من الركود الصفراوي داخل الكبد بزيادة في مستويات الأيض لهرمون البروجسترون وخاصة كبرتيد البروجسترون من النساء غير المتضرين، وهذا يشير إلي أن هرمون البروجسترون له دور في الركود الصفراوي داخل الكبد.

##### عوامل وراثية
يظهر الركود الصفراوي داخل الكبد في عدد من العائلات، وفي أماكن جغرافية متنوعة، ويتكرر الركود الصفراوي داخل الكبد في الحمل اللاحق بنسبة 45-70%، وهذا كله يشير إلي العنصر الوراثي للمرض. تم العثور علي طفرات في بروتين نقل الكبد ABCB4)MDR3) المسئول عن إفراز الفوسفوتيديلكولين في 15% من الحالات.
كما تم العثور على الطفرات الجينية التي تؤثر على جزيئات نقل الأملاح الصفراوية الكبدية في المرضى الذين يعانون من ركود صفراوي داخل الكبد التدريجي العائلي. وقد وجد أن أمهات المرضى الذين يعانون من هذا المرض يكون لديهم نسبة أعلى من الركود الصفراوي، ويكون حاملو الطفرات غير المتماثل مهيئين لحدوث الركود الصفراوي داخل الكبد التدريجي العائلي.
بالإضافة إلى التغيرات الجينية لجزيئات نقل الأملاح الصفراء، فقد ظهرت مستويات عالية من غلوكورونيدس الإستروجيني لتثبيط مضخة تصدير الأملاح الصفراء (ABCB11) وأيضا مستويات عالية من هرمون البروجسترون لتثبيتط نقل الفوسفوليبد (ABCB4 (MDR3 
ونتيجة لذلك، قد يشاك كل من الطفرات الوراثية في البروتينات الكبدية التي تشارك في إفراز الصفراء، جنبا إلى جنب مع تثبيط تلك البروتينات من قبل المستويات العالية لهرمونات الحمل في الوكود الصفراوي داخل الكبد في الحمل.

###### عوامل بيئية
العديد من الأسباب تقترح أن العوامل البيئة تلعب دور فذ الركود الصفراوي داخل الكبد في الحمل.
- حيث يزداد معدل حدوث المرض في فصل الشتاء أكثر من فصل الصيف.
- وانخفضت معدلات الإصابة في شلى من 14% من الحوامل في عام 1975 إلي 2% في عام 1997.
- يتكرر الركود الصفراوي داخل الكبد بمعدل 45-70% في الحمل التالي.
- وارتبطت حالات الركود الصفراوي داخل الكبد في الحمل بنقص السيلينيوم،[10] بالرغم من أن دور السيلينيوم في إفراز الصفراء غير معروف.

## التشخيص
عندما تعاني الحامل من حكة من وقت الي آخر في باطن القدم وراحة اليد وكانت الحكة غير مرتبطة بطفح جلدي، فإنه يجب عليها ابلاغ القابلة أو أخصائية الأمراض النسائية.
لتشخيص الركود الصفراوي داخل الكبد في الحوامل يستلزم عمل اختبار وظائف الكبد، وقياس أملاح الصفراء. اختبار وظائف الكبد هو اختبار دم بسيط ينبغي أن تكون نتائجه متاحة في اليوم التالي، فإذا كانت مرتفعة بالإضافة إلي حكة باطن القدم وراحة اليد فإنه يمكن اعتباره تشخيصا محتملا للركود الصفراوي داخل الكبد في الحمل فقط عند ارتفاع الأحماض الصفراء.(ومع ذلك لا ترتفع وظائف الكبد في كل الحالات)، أما اختبار الأخماض الصفرلوية قي الدم هو قياس كمي للاحماض الصفراء، وغالبا ما يستغرق وقت طويل للظهور، ولكنه الأكثر تحديدا في تشخيص الركود الصفراوي داخل الكبد في الحمل.
وتوجد مشاكل أخرى قد تحدث للكبد أثناء فترة الحمل ينبغي التحقق منها من قبل الطبيب المعالج، ومنها تسمم الحمل، ومتلازمة هيلب، والكبد الدهني الحاد من الحمل، وينبغي النظر للاسباب الأخرى المسببة لالتهاب الكبد، مثل فيروسات التهاب الكبد، والسرطان، وبعد الأدوية.

## العلاج
يصف الكثير من المعالجين حمض أورسوديوكسكوليك بعد التشخيص، ولايوجد علاج للركود الصفراوي داخل الكبد في الحمل، ولا توجد نتيجة لضمان نتيجة ناجحة، وقد أظهرت نتائج أفضل قليلا للأم والجنين عند استخدام حمضأورسوديوكسكوليك. فحي حين يستخدم الكولسترامين لتخفيف الحكة فقط.
يعطى فيتامين ك للمساعدة في تجنب خطر النزف عند الولادة، وذلك إذا كانت اختبارات الدم الإضافية للتحقق من وقت التخثر غير طبيعي.
إن الولادة المبكرة قبل 35-37 أسابيع قد تكون مهمة لنتائج أفضل للجنين، كما أظهرت دراسة حديثة بأنه يزداد خطر ولادة جنين ميت بنسبة 1.5% في الركود الصفراوي الشديد (زيادة الأحماض الصفراء أكثر من 50 أومول/لتر) مقارنة ب0.5% من حالات الحمل الطبيعي. ويزداد هذا الخطر إذا تضاعفت الأحماض الصفراء.

## المخاطر إذا لم يعالج
مخاطر للأم:
- الحكة التي من الممكن أن تصبح شديدة أو مهينة
- مخاض مبكر
- خطر النزف الذي يعالج باستخدام فيتامين ك

مخاطر للجنين
- ضيق الجنين
- متلازمة شفط العقي
- ابتلاع العقي
- ولادة جنين ميت

وقد أوصي بالولادة عند 38 أسبوع، عند اكتمال نمو الرئة.